# Chris Baker
Chris Baker (Reino Unido, 2 de febrero de 1991) es un atleta británico, especialista en la prueba de salto de altura en la que llegó a ser medallista de bronce europeo en 2016.

## Carrera deportiva
En el Campeonato Europeo de Atletismo de 2016 ganó la medalla de bronce en el salto de altura, saltando por encima de 2.29 metros, tras el italiano Gianmarco Tamberi (oro con 2.32 m) y su compatriota Robbie Grabarz (plata también con 2.29 m pero en menos intentos).